# Bisdom Saint-Denis
Het bisdom Saint-Denis (Latijn: Dioecesis Sancti Dionysii in Francia, Frans: Diocèse de Saint-Denis) is een in Frankrijk gelegen rooms-katholiek bisdom met zetel in Nanterre. Het bisdom behoort tot de kerkprovincie Parijs, en is samen met de bisdommen Évry-Corbeil-Essonnes, Créteil, Meaux, Nanterre, Pontoise en Versailles suffragaan aan het aartsbisdom Parijs.
Het bisdom heeft een oppervlakte van 236 km² en telde in 2020 85 parochies. In dat jaar telde het bisdom ongeveer 718.000 katholieken; dat is 43,3% van de totale bevolking.

## Geschiedenis
Het bisdom werd opgericht op 9 oktober 1966.

## Bisschoppen
- 1966–1978: Jacques Le Cordier
- 1978–1996: Guy Deroubaix
- 1996–2009: Olivier de Berranger IdP
- 2009-heden: Pascal Delannoy

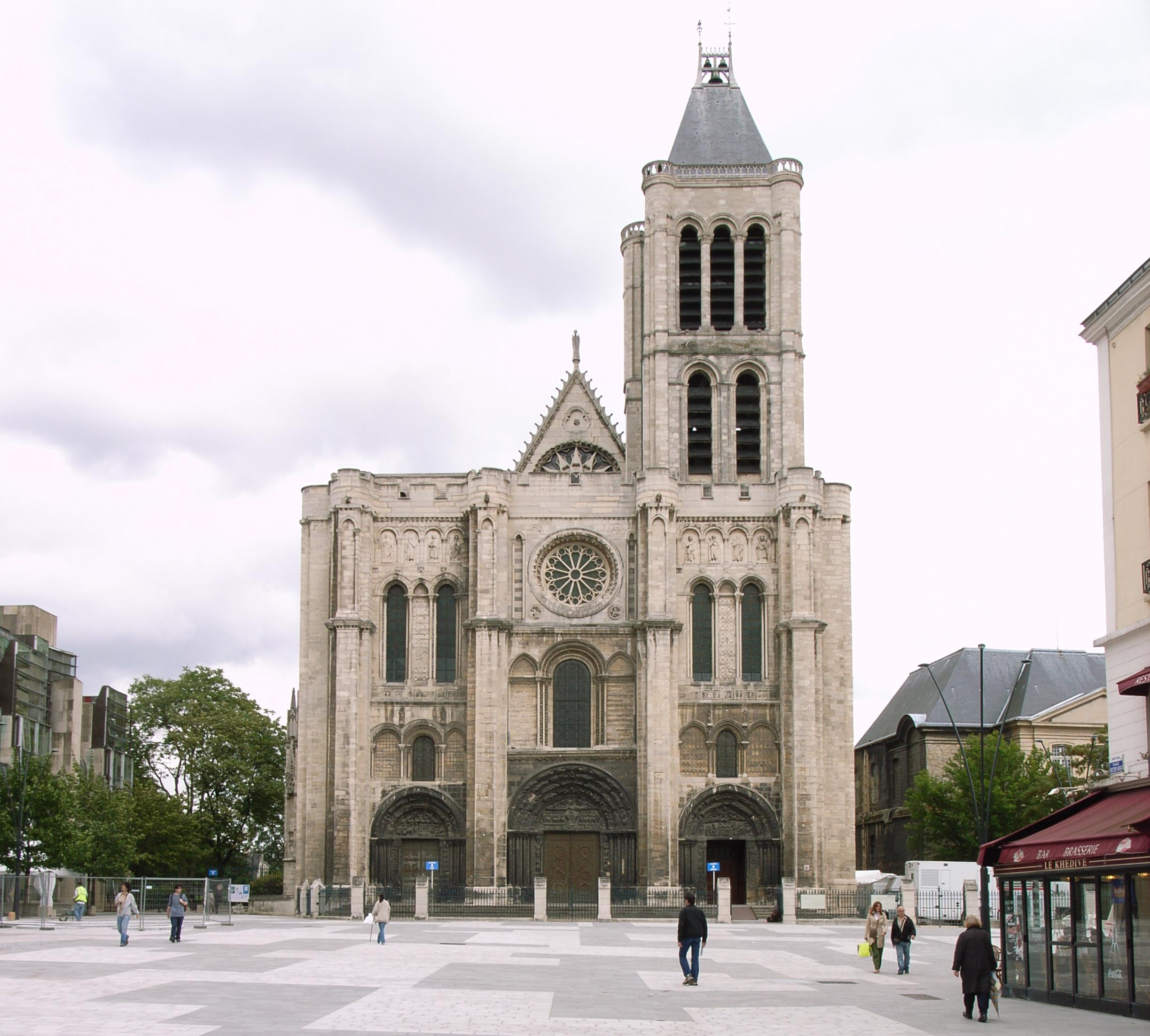
Kathedrale basiliek van Saint-Denis
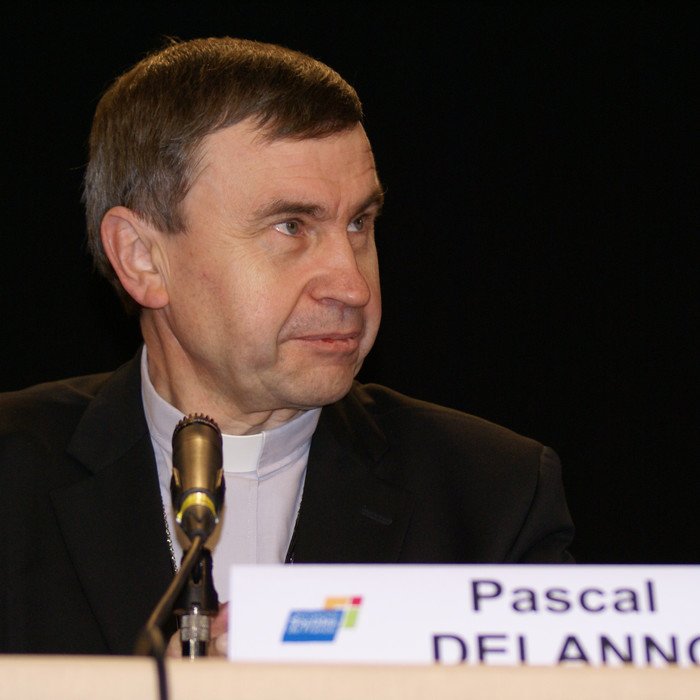
Bisschop Pascal Delannoy